# Republican National Convention 2004

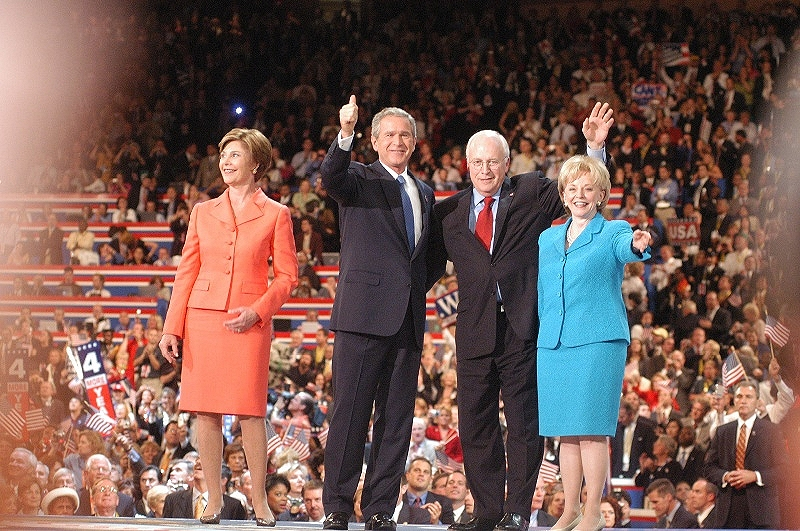
George W. Bush und Dick Cheney, hier mit ihren Ehefrauen, wurden per Akklamation als republikanische Kandidaten bestätigt.

Der Republikanische Parteitag 2004 (2004 Republican National Convention) war der Nominierungsparteitag der Republikanischen Partei, kurz Republikaner, der USA im Vorfeld der US-Präsidentschaftswahlen 2004. Er fand vom 30. August bis zum 2. September 2004 im Madison Square Garden in New York statt.

## Nominierungsparteitage in den USA
Die Nominierungsparteitage (Conventions) gehören zu den Höhepunkten des Wahljahres in den USA. Bei diesen nationalen Parteitagen, die traditionell im Sommer stattfinden, stimmen die Delegierten der Bundesstaaten über den Präsidentschaftskandidaten der Partei ab. In der Praxis handelt es sich um politische Volksfeste, die nach einer genau geplanten Dramaturgie ablaufen. Von ihrer einst zentralen Bedeutung haben diese Veranstaltungen inzwischen einiges eingebüßt, da (durch den monatelangen Vorwahlkampf) das Ergebnis heute schon vorher feststeht. Ursprünglich war das nicht so: die Vorwahlen – die zahlreichen Caucuses und Primaries – sollten lediglich ein Meinungsbild liefern, welcher Kandidat die besten Chancen besitzt. Die eigentliche Entscheidung aber sollte erst auf dem Nominierungsparteitag fallen. Die Parteien nutzen die Nominierungsparteitage heute vor allem zur PR, um die Aufmerksamkeit von Medien und Öffentlichkeit auf ihren Kandidaten zu ziehen.

## Die Situation 2004

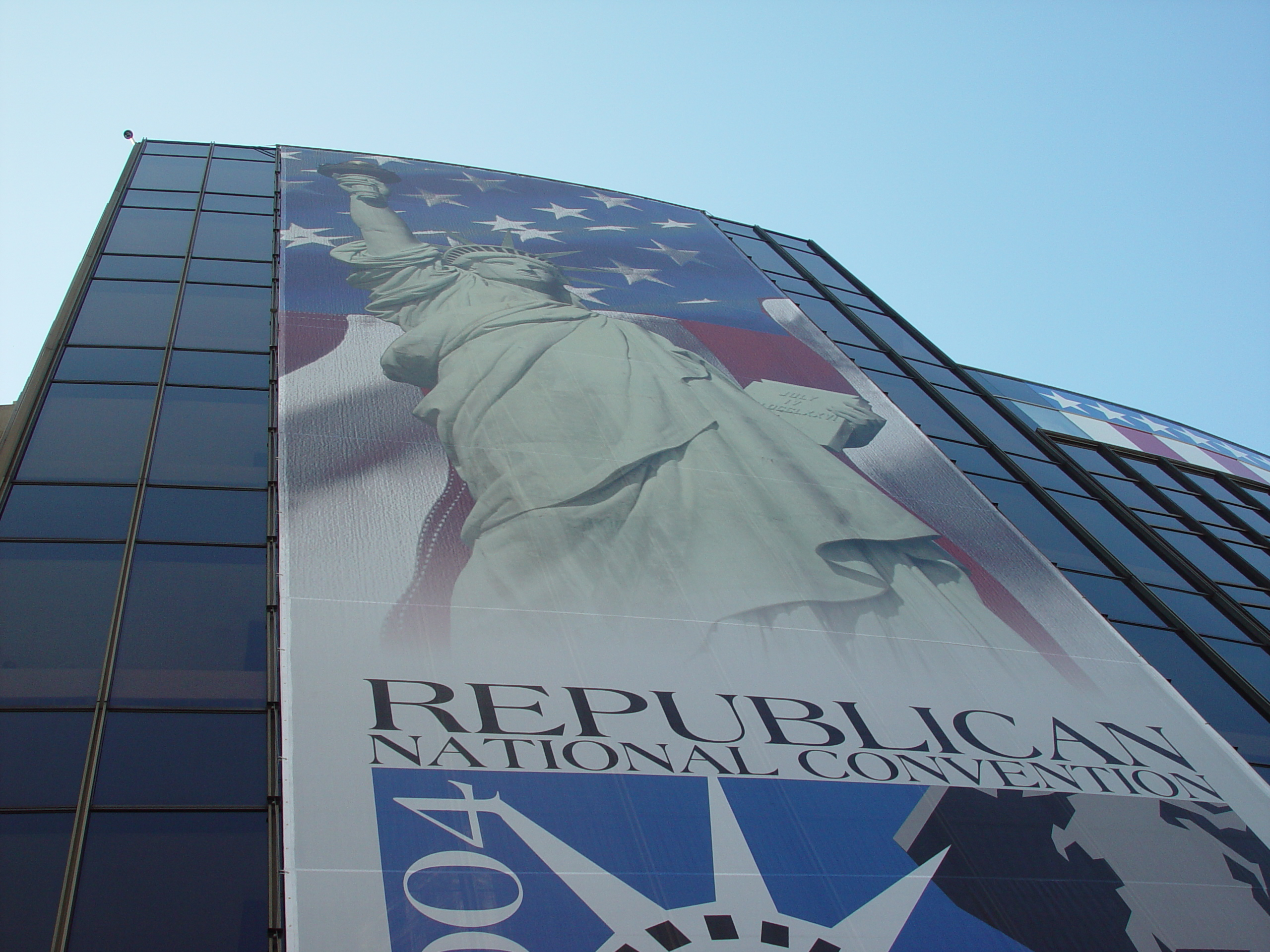
Werbebanner für den Parteitag an der Außenseite des Madison Square Garden

Am 2. November 2004 wählten die Amerikaner ihren 44. Präsidenten. Für die Republikaner zog erneut Präsident George W. Bush ins Rennen. Die Republikanische Partei hielt aus diesem Grund auch keine Vorwahlen (Primaries) ab. Der Nominierungsparteitag der Demokraten fand bereits vom 26. Juli bis zum 29. Juli 2004 in Boston statt.

## Allgemein
Es wurden 2509 Delegierte in New York erwartet. Im Vorfeld und während der Convention hatte es mehrere Großdemonstrationen in verschiedenen Teilen New Yorks gegeben. George W. Bush wurde erwartungsgemäß per Akklamation auch offiziell zum republikanischen Bewerber um das Amt des US-Präsidenten bestimmt.

## Schlagworte
- Dick Cheney im Vorfeld der RNC: „Warum glaubt ihr, warum Senator John Edwards zum Nominierten Vizepräsident gewählt wurde? Wegen seines Aussehens, seines Sex Appeal – dann fragt mal, warum ich den Posten bekommen habe!“
- Arnold Schwarzenegger in seiner Rede:
  - „Sei nicht der wirtschaftliche Girlie-Man“ (in Anlehnung an die Kontroverse über die demokratische Unfähigkeit, in Regierungsverantwortung entschlossen zu handeln).
  - „Amerika ist zurück. Nur wegen der Führung von George W. Bush.“ (In Anlehnung an den Terminator-Spruch “I’ll be back.”).
- Laura Bush in ihrer Rede: „Kein Präsident möchte in den Krieg ziehen. Aber George W. Bush wusste, dass die Sicherheit Amerikas und der Welt darauf basierte.“
- Roderick Paige (Bildungsminister): „No Child Left Behind funktioniert. George W. Bush ist ein Bildungspräsident.“ (bezogen auf die Reform zur Verbesserung der sozial schwachen Schichten, um Bildung zugänglich zu machen).
- George P. Bush (Neffe von George W.): „Republikaner repräsentieren alle Volksschichten.“

## Redner

### Hauptredner
- Michael Bloomberg, Bürgermeister von New York
- Rudy Giuliani, Vorgänger Michael Bloombergs als Bürgermeister von New York
- John McCain, Senator aus Arizona
- Laura Bush, First Lady
- Roderick Paige, Bildungsminister der USA
- Arnold Schwarzenegger, Gouverneur von Kalifornien
- Lynne Cheney, Gattin des Vizepräsidenten
- Dick Cheney, Vizepräsident
- Zell Miller, demokratischer Senator aus Georgia
- George Pataki, Gouverneur von New York
- George W. Bush, Präsident der Vereinigten Staaten von Amerika

### Nebenredner
- Bill Frist, Senator aus Tennessee und Senatsmehrheitsführer
- Elizabeth Dole, Senatorin aus North Carolina
- Rick Santorum, Senator aus Pennsylvania
- Sam Brownback, Senator aus Kansas
- Dennis Hastert, Mitglied des Repräsentantenhauses aus Illinois
- Heather Wilson, Mitglied des Repräsentantenhauses aus New Mexico
- Anne Northup, Mitglied des Repräsentantenhauses aus Kentucky
- Michael Steele, Vizegouverneur von Maryland
- Erika Harold, Miss America 2003
- Mitt Romney, Gouverneur von Massachusetts
- Kerry Healey, Vizegouverneurin von Massachusetts
- Brian Sandoval, Justizminister von Nevada
- Bernard Kerik, ehemaliger Polizeichef von New York
- Elaine Chao, Arbeitsministerin der USA
- Paul Ryan, Mitglied des Repräsentantenhauses aus Wisconsin
- Michael Reagan, Sohn des ehemaligen Präsidenten Ronald Reagan